# Арденгаут
Арденгаут (нід. Aerdenhout, нід. вимова: [ˌaːrdə(n)ˈɦʌut]) — село в нідерландській провінції Північна Голландія. Входить до муніципалітету Блумендал.
Його площа становить 5,78 км², а населення станом на 2021 рік складало 4 730 осіб.

## Галерея

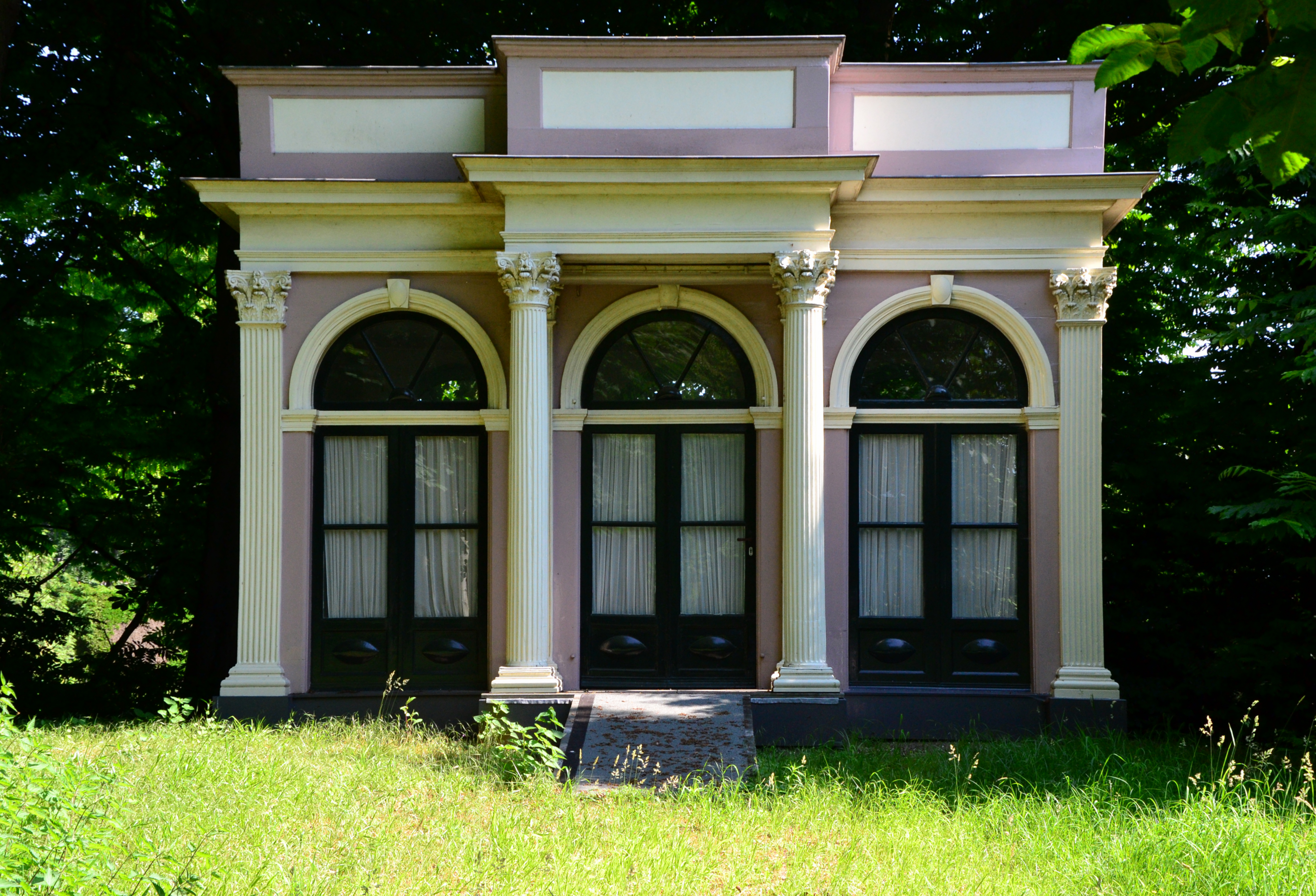
Чайний будиночок у монастирі
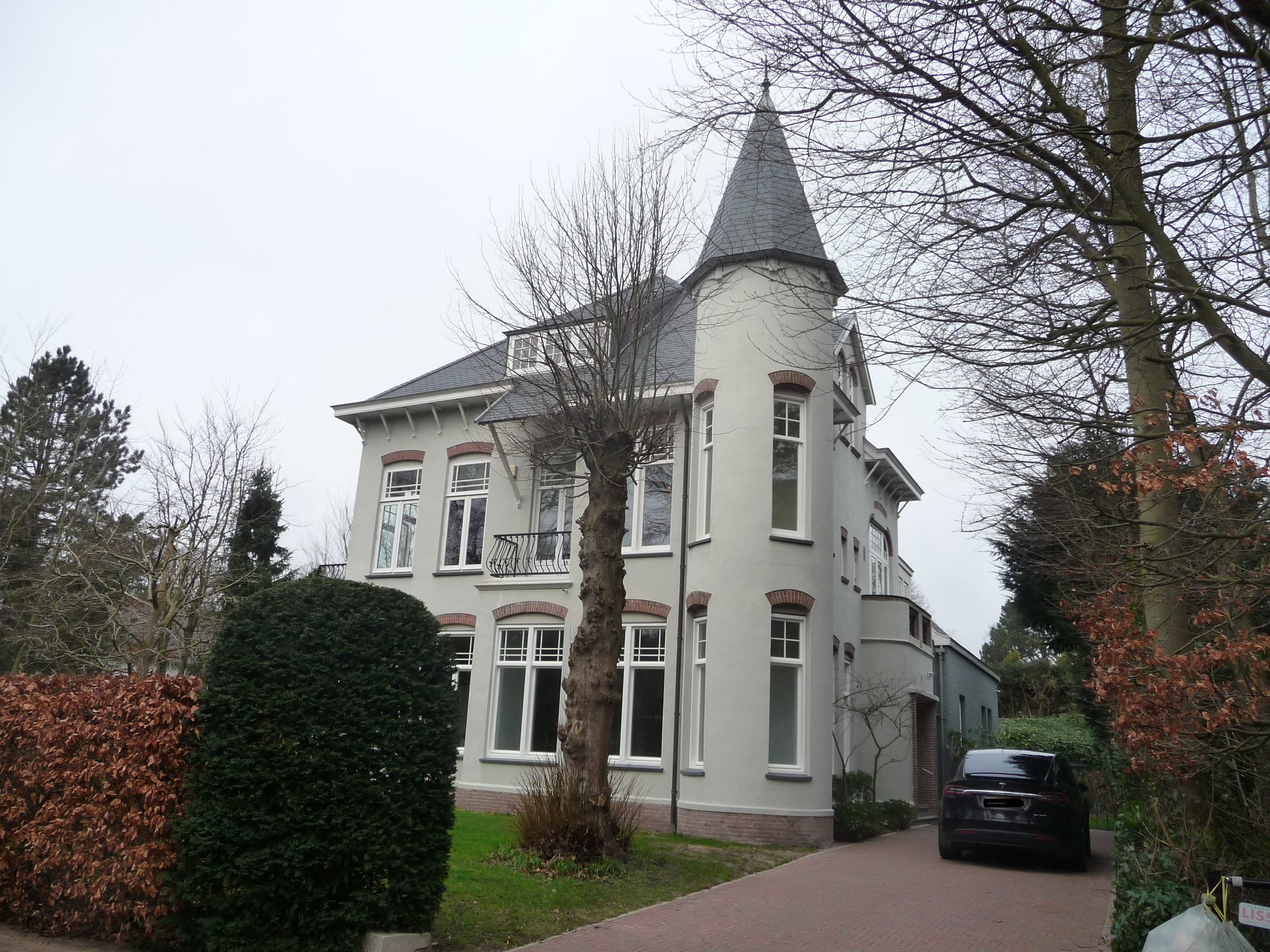
Вілла в Арденгауті
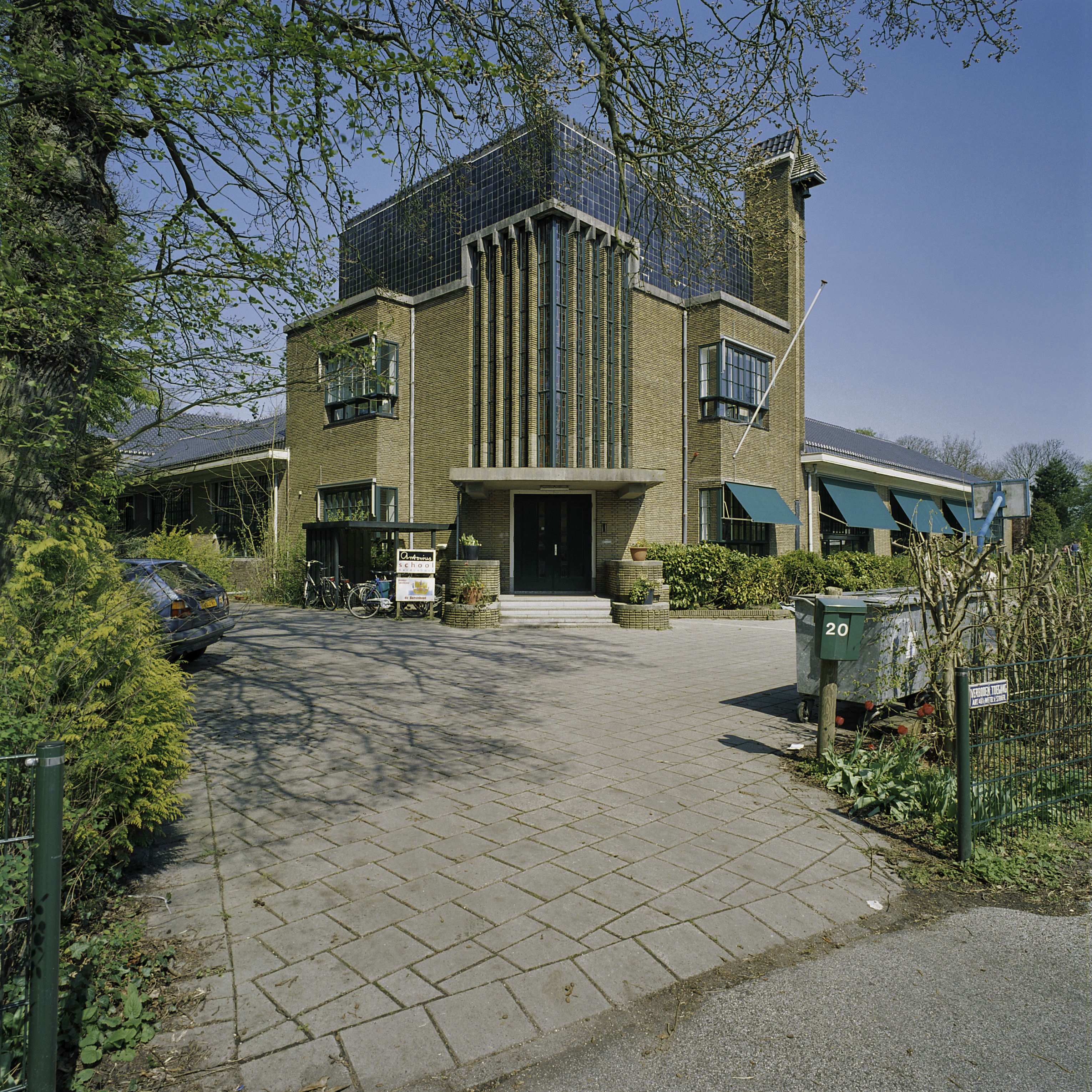
Сільська школа
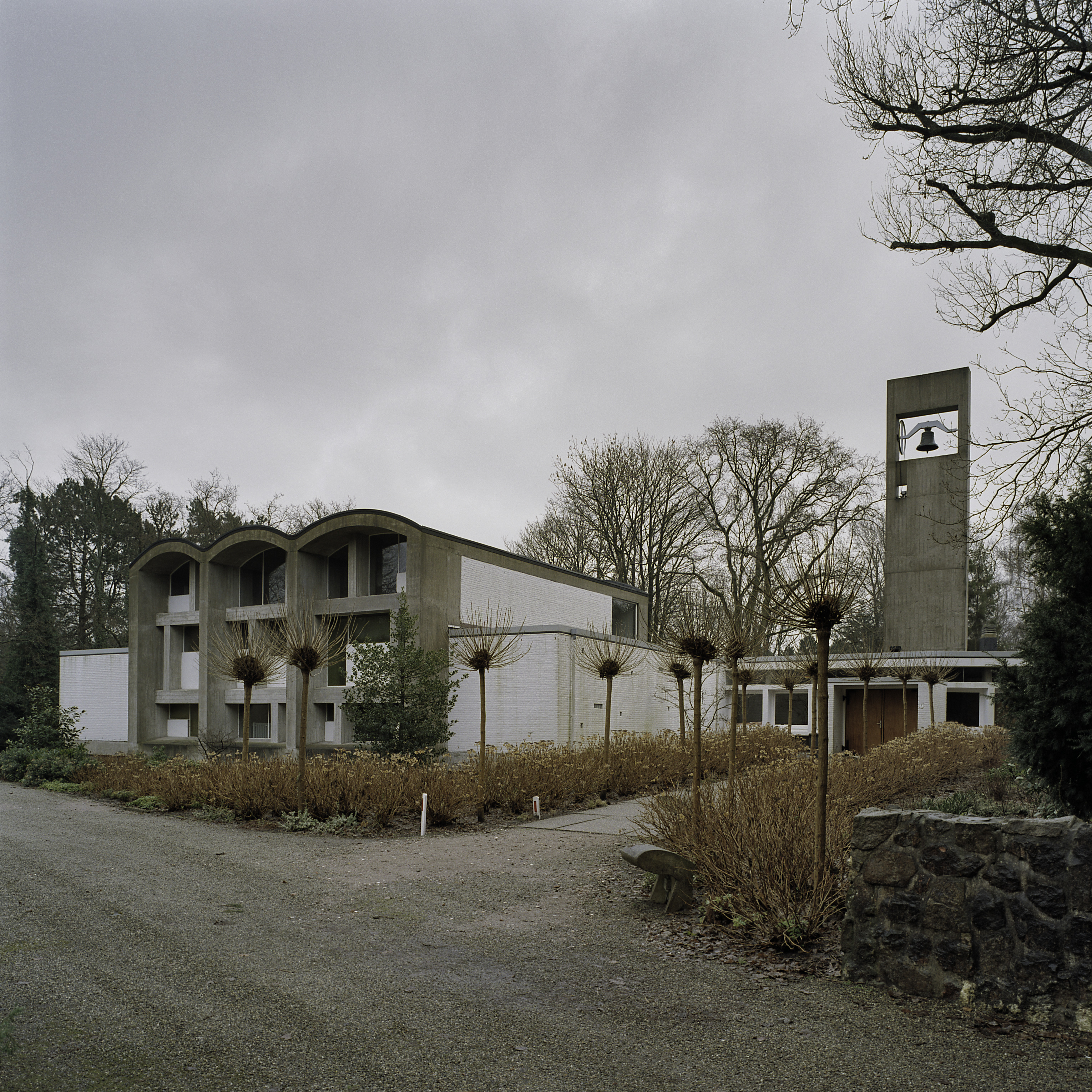
Церква в Арденгауті